# West Monroe (Nowy Jork)
West Monroe – miasto w Stanach Zjednoczonych, w stanie Nowy Jork, w hrabstwie Oswego.